# کپرها
کپرها، (در گویش محلی کَپَرَل) روستایی از توابع بخش مرکزی شهرستان هندیجان در استان خوزستان ایران است.

## جمعیت
این روستا در جنوب شهرستان هندیجان و در مجاورت رودخانه هندیجان قرار دارد و و براساس سرشماری مرکز آمار ایران در سال ۱۳۹۵، در حال حاضر فاقد سکنه می‌باشد. کپرها در دهه ۴۰ پررونق‌ترین دوره خود را تجربه کرده و اکثریت ساکنین این دهستان از خانواده شکاری بوده و دو فامیل عنانات و شیرعلی هم در مجاورت شکاری‌ها در این روستا که نزدیک به پاسگاه سجافی و از مراکز تجاری آن زمان بوده سکونت داشته‌اند. حاج لطف الله شکاری (میرشکال) بزرگ خاندان و مورد احترام ترین فرد کپرها در آن دوران بوده است.